# Grand Prix du Brabant
Le Grand Prix du Brabant (en néerlandais: Grote Prijs van Brabant) est une compétition de cyclo-cross disputée à Bois-le-Duc, dans la province du Brabant-Septentrional aux Pays-Bas.
La première édition de l'épreuve devait avoir lieu en 2012 mais a été annulée. L'édition 2015 est également annulée, en raison de problèmes financiers.

## Palmarès Hommes
| Année | Vainqueur                     | Deuxième                      | Troisième                     |
| ----- | ----------------------------- | ----------------------------- | ----------------------------- |
| 2013  | Tom Meeusen                   | Sven Nys                      | Lars van der Haar             |
| 2014  | Lars van der Haar             | Corné van Kessel              | Jim Aernouts                  |
| 2015  | Annulé pour raison financière | Annulé pour raison financière | Annulé pour raison financière |
| 2016  | Mathieu van der Poel          | Corné van Kessel              | Joris Nieuwenhuis             |
| 2017  | Mathieu van der Poel          | Toon Aerts                    | Corné van Kessel              |

## Palmarès Femmes
| Année | Vainqueur                     | Deuxième                      | Troisième                     |
| ----- | ----------------------------- | ----------------------------- | ----------------------------- |
| 2013  | Marianne Vos                  | Sabrina Stultiens             | Helen Wyman                   |
| 2014  | Helen Wyman                   | Sophie de Boer                | Nikki Harris                  |
| 2015  | Annulé pour raison financière | Annulé pour raison financière | Annulé pour raison financière |
| 2016  | Sophie de Boer                | Maud Kaptheijns               | Manon Bakker                  |
| 2017  | Maud Kaptheijns               | Loes Sels                     | Nikki Brammeier               |